# Fleuve Boya
Le fleuve Boya est un fleuve qui prend sa source dans la préfecture de Macenta, au sud-est de la république de Guinée. Il sert les sous-préfectures de Tekoulo et Guendembou pour ensuite traverser le centre-ville de la préfecture de Guéckédou où il rejoint sont affluent le fleuve Waou,,.